# Андриасян, Аркадий Георгиевич
Арка́дий Гео́ргиевич Андриася́н (часто встречается — Андреасян) (арм. Արկադի Գեորգիի Անդրեասյան; 11 августа 1947, Баку, Азербайджанская ССР, СССР — 23 декабря 2020, Ереван, Республика Армения) — советский и армянский футболист (полузащитник), тренер. Чемпион СССР, обладатель Кубка СССР, призёр Олимпийских игр. Мастер спорта СССР (1971). Мастер спорта СССР международного класса, заслуженный тренер Армянской ССР (1982). Заслуженный деятель физической культуры и спорта Республики Армения (2013).

## Клубная карьера
Воспитанник школы бакинского «Нефтяника». С первого раза (1966—1967) в основу «Арарата» не пробился, провёл несколько сезонов в низших лигах. В 1969 году был вновь приглашён в «Арарат». Дебют в высшей лиге состоялся 4 апреля в матче «Арарат» — «Динамо» (Киев), проигранном ереванцами действующим чемпионам со счётом 1:4.
19 марта 1975 года гол Андриасяна принёс «Арарату» победу в ответном матче 1/4 финала Кубка чемпионов против «Баварии» (1:0) на переполненном «Раздане». Однако «Арарат» всё же вылетел, так как проиграл первый матч в гостях 0:2. «Бавария» затем выиграла турнир.

## Карьера в сборной
За сборную СССР провел 12 матчей, забил 1 гол (в матче против Швеции 6 августа 1972 года, завершившемся вничью 4:4).
За олимпийскую сборную СССР сыграл 9 матчей, забил 3 гола:
- 2 гола в ворота сборной Франции (3 ноября 1971, победа 5:1)
- 1 гол в ворота сборной Австрии (18 ноября 1971, победа 1:0)

## Статистика выступлений
| Клуб             | Сезон                       | Чемпионат | Чемпионат | Кубок | Кубок | Еврокубки | Еврокубки | Всего | Всего |
| Клуб             | Сезон                       | Матчи     | Голы      | Матчи | Голы  | Матчи     | Голы      | Матчи | Голы  |
| ---------------- | --------------------------- | --------- | --------- | ----- | ----- | --------- | --------- | ----- | ----- |
| Ширак            | 1965, 4-я зона класса «Б»   | 24        | 3         | 0     | 0     | 0         | 0         | 24    | 3     |
| Ширак            | 1966, 2-я группа класса «А» | 14        | 0         | 0     | 0     | 0         | 0         | 14    | 0     |
| Всего            | Всего                       | 38        | 3         | 0     | 0     | 0         | 0         | 38    | 3     |
| Севан            | 1967, 4-я зона класса «Б»   | 0         | 0         | 0     | 0     | 0         | 0         | 0     | 0     |
| Севан            | 1968, 4-я зона класса «Б»   | 39        | 10        | 0     | 0     | 0         | 0         | 39    | 10    |
| Всего            | Всего                       | 39        | 10        | 0     | 0     | 0         | 0         | 39    | 10    |
| Арарат (Ереван)  | 1969                        | 34        | 3         | 1     | 0     | 0         | 0         | 35    | 3     |
| Арарат (Ереван)  | 1970                        | 28        | 5         | 4     | 0     | 0         | 0         | 32    | 5     |
| Арарат (Ереван)  | 1971                        | 30        | 3         | 4     | 0     | 0         | 0         | 34    | 3     |
| Арарат (Ереван)  | 1972                        | 27        | 9         | 2     | 0     | 4         | 1         | 33    | 10    |
| Арарат (Ереван)  | 1973                        | 24        | 13        | 6     | 0     | 0         | 0         | 30    | 13    |
| Арарат (Ереван)  | 1974                        | 27        | 6         | 4     | 2     | 3         | 1         | 34    | 9     |
| Арарат (Ереван)  | 1975                        | 27        | 10        | 5     | 4     | 5         | 1         | 37    | 15    |
| Арарат (Ереван)  | 1976                        | 20        | 8         | 3     | 0     | 0         | 0         | 23    | 8     |
| Арарат (Ереван)  | 1977                        | 2         | 1         | 1     | 0     | 0         | 0         | 3     | 1     |
| Арарат (Ереван)  | 1978                        | 23        | 4         | 0     | 0     | 0         | 0         | 23    | 4     |
| Всего            | Всего                       | 242       | 62        | 30    | 6     | 12        | 3         | 284   | 71    |
| Всего за карьеру | Всего за карьеру            | 319       | 75        | 30    | 6     | 12        | 3         | 361   | 84    |

## Карьера тренера
Тренерскую карьеру начал в 1979 году в абовянском «Котайке», который выступал во второй лиге чемпионата СССР. Андриасян в первый год вывел команду на пятое место в закавказской зоне, на следующий год — на второе, а в 1981 — на первое. Руководство республиканского Спорткомитета предложило ему возглавить «Арарат». В 1982 году после победы в восьмом туре над краснодарской «Кубанью» команда вышла на первое место и продолжала единолично лидировать вплоть до 14 тура, когда сборная СССР отправилась на чемпионат мира в Испании. После перерыва «Арарат» утратил лидерство, сдал в функциональном плане и занял в чемпионате 5 место; Андриасяну было присвоено звание заслуженного тренера Армянской ССР.
В конце сезона 1983 года он покинул команду и возглавил «Спартак» Октемберян — слабейшую из армянских команд второй лиги. Через год Андриасян вывел спартаковцев на третье место. В 1986 году он был приглашён спасать «Котайк», выступавший в первой лиге, а в середине сезона — уже «Арарат», который находился в конце таблицы высшей лиги. 5 побед и ничья позволили перебраться на 8 место, отставая от лидера всего на 5 очков.
После шестого тура в 1989 году ереванцы шли на втором месте, уступая московскому «Спартаку» лишь очко. Затем наступила череда неудач в выездных матчах. Андриасян стал бороться с нарушениями спортивного режима, что не понравилось футболистам, и тренер был уволен.
В 1990 году тренировал в Лондоне любительскую команду «Арарат», в которой играли армяне английской диаспоры. На следующий год вернулся домой и тренировал «Котайк». Затем в чемпионате Армении 1,5 года возглавлял эчмиадзинский «Звартноц». С лета 1993 года тренировал бейрутский «Оменмен», вывел команду в число лидеров чемпионата Ливана, в финал Кубка страны, завоевал Кубок Мусы Садера.
Осенью 1995 году вернулся в Ереван и в 1996—2002 возглавлял «Арарат» в качестве главного тренера и президента клуба (до 2013). В 1997 году «Арарат» завоевал Кубок Армении и серебряные медали. Ещё дважды занимал второе место в чемпионатах 1999 и 2000 годов, третье — в 2001 году.
В 2007 году из-за постоянного противостояния зарубежных хозяев «Арарата» с руководством Федерации футбола Армении Андриасян на время покинул команду и два года тренировал ереванскую «Мику». В 2009 году вернулся в «Арарат» и завоевал с командой Суперкубок Армении. В 2013 году, будучи одним из акционеров ФК «Арарат», вновь покинул клуб. В 2016 году снова возглавил клуб.

## Достижения

### В качестве игрока
- Бронзовый призёр Олимпийских игр в Мюнхене (1972)
- Чемпион СССР: 1973
- Серебряный призёр чемпионата СССР: 1971, 1976 (в)
- Обладатель Кубка СССР: 1973, 1975
- Финалист Кубка СССР: 1976

### В качестве тренера
- Серебряный призёр чемпионата Армении: 1996/97, 1999, 2000
- Обладатель Кубка Армении: 1996/97
- Обладатель Суперкубка Армении: 2009
- Финалист Кубка Армении: 2001
- Финалист Суперкубка Армении: 1997

### Личные
- Футболист года в СССР: № 2 — 1973
- В списках 33 лучших футболистов сезона в СССР (4): № 1 — 1973, 1974; № 2 — 1971, 1975
- Лучший бомбардир чемпионата СССР: 1976 (в)

## Награды
- Медаль «За заслуги перед Отечеством» 1-й степени (2011)[2]
- Заслуженный деятель физической культуры и спорта Республики Армения (2013)[3]

## Личная жизнь
Отец Андриасяна — Георгий Андриасян (Андриасов) — в 1920-30-х годах играл за сборную Баку, в бакинских командах «Аскольд», «Коммунальник», «Желдор», «Локомотиве» (чемпионат СССР 1937 года, группа «Д»), в составе которого в 1937—1939 годах был чемпионом Баку и АзССР, а в 1939 году — обладателем Кубка Баку и АзССР. По завершении карьеры игрока долгие годы тренировал юношеские и взрослую команды бакинского «Локомотива».
Дядя Андриасяна — Гайк Андриасян (Андриасов) — мастер спорта СССР, заслуженный тренер Армении.
Сын — Георгий, также являлся профессиональным футболистом, работал тренером в детско-юношеской школе «Мика».